# Mike Marshall
Michael Allen Marshall, mais conhecido como Mike Marshall, é um ex-jogador profissional de beisebol norte-americano.

## Carreira
Mike Marshall foi campeão da World Series 1988 jogando pelo Los Angeles Dodgers. Na série de partidas decisiva, sua equipe venceu o Oakland Athletics por 4 jogos a 1.